# Скербешув (гмина)
Скербешув (пол. Skierbieszów) — сельская гмина (волость) в Польше, входит как административная единица в Замойский повет, Люблинское воеводство. Административный центр гмины — деревня Скербешув. Население — 5681 человек (на 2004 год).

## Сельские округа
1. Дембовец
2. Дембовец-Колёня
3. Древники
4. Хаёвники
5. Хущка-Дужа
6. Хущка-Мала
7. Иловец
8. Калинувка
9. Лазиская
10. Майдан-Скербешовски
11. Марцинувка
12. Нова-Липина
13. Осичина
14. Подхущка
15. Подвысоке
16. Сады
17. Скербешув
18. Скербешув-Колёня
19. Славенцин
20. Стара-Липина
21. Суходембе
22. Сульмице
23. Шорцувка
24. Вишенки
25. Вишенки-Колёня
26. Высоке-Друге
27. Высоке-Первше
28. Забытув
29. Завода
30. Зромб-Колёня

## Соседние гмины
1. Гмина Грабовец
2. Гмина Избица
3. Гмина Красничин
4. Гмина Ситно
5. Гмина Стары-Замость
6. Гмина Замость